# Jicchak Josef
Jicchak Josef (hebr. ‏יצחק יוסף‎, ur. 16 stycznia 1952 w Jerozolimie) – izraelski rabin, sefardyjski naczelny rabin Izraela w latach 2013–2024.

## Życiorys
Syn rabina Owadii Josefa, naczelnego rabina Izraela w latach 1973–1983. Jego brat, Dawid, został jego następcą jako sefardyjski naczelny rabin Izraela.
Uczęszczał do ultraortodoksyjnej Talmud Tory Jawne. Od 12 roku życia studiował w Jesziwie Porat Josef w Jerozolimie, następnie uczęszczał do jesziwy w Netiwot oraz Jesziwy Hebron w Jerozolimie. W 1971 roku wydał publikację Jalkut Josef, będącą zbiorem decyzji halachicznych swojego ojca, redagując je i dodając do nich komentarze.
W 1973 roku założył wraz z ojcem kolel, przekształcony w 1992 roku w jesziwę, której został rosz jesziwą. Od 1975 roku pełnił funkcję rabina moszawów Nes Harim, Matta i Bar Gijjora. W 2004 roku został laureatem Nagrody Izraela.
24 lipca 2013 roku został wybrany sefardyjskim naczelnym rabinem Izraela, zastępując rabina Szlomę Amara. Jego kadencja upływała w 2023 roku, w lipcu tego roku została jednak przedłużona przez Kneset do kwietnia 2024 roku. Jego następcą w 2024 roku został wybrany jego brat. Jicchak jest również religijnym przywódcą partii Szas.
Żonaty z Ruth. Ma piątkę dzieci.